# 前田耕作
前田 耕作（まえだ こうさく、1933年2月1日 - 2022年10月11日）は、日本の西南アジア文化研究者。アフガニスタン文化研究所所長・和光大学名誉教授。

## 経歴
1933年、三重県亀山市生まれ。名古屋大学文学部哲学科で学び、美学・美術史学を専攻。1957年、名古屋大学文学部を卒業。1964年、名古屋大学アフガニスタン学術調査団の一員としてバーミヤンを訪れる。以降、アジアやオリエント諸地域においてフィールドワークを行った。
1975年、和光大学教授となる。2003年3月に和光大学を退職し、名誉教授となった。アフガニスタン文化研究所を設立し、主催した。
2022年10月11日、右腎臓がんにより死去。蔵書は「シルクロード文庫」(東京都中野区)として管理されている。

### 務めた役職
- ユネスコ・アフガニスタン文化遺産保護国際調整委員
- 平山郁夫シルクロード美術館理事
- 日本・アフガニスタン協会理事
- 日中文化交流協会理事
- 学校法人和光学園理事
- 古代オリエント博物館評議員
- シルクロード検定実行委員会委員長

## 人物
前田と交流のあった安仲卓二は、前田の性格について「とにかく弁舌と思索に富む方でかつ自由。権威的な決め付けが嫌いで、失敗や逸脱を恐れない、越境する思想家であった」「小さな手帳を手に壁画に向かう姿、遺跡や風景をカメラに収める姿、数十メートルはあるハシゴを登っていく姿、遺跡修復の作業員たちと談笑する姿――。学者というと研究室に閉じこもっている印象があるが、前田さんは常にフィールドに立つ人だった。その姿は7世紀、中国から西域へ求法の旅に出た高僧、玄奘三蔵の姿と重なって見えた」と回想している。

## 受賞・栄典
- 1987年：第23回日本翻訳出版文化賞を受賞。フランスの言語学者エミール・バンヴェニスト『インド＝ヨーロッパ諸制度語彙集』の翻訳監修に対して。

## 研究内容・業績
- 長年にわたりイラン・アフガニスタン地域（バクトリア）での発掘調査・文化研究を進めた。2003年7月以降、ユネスコ日本信託基金に基づいて実施されたタリバンによって破壊されたバーミヤン遺跡の保存・修復の事業にも参加した。

## 著書
- 『巨像の風景　インド古道に立つ大仏たち』中公新書、1986年
- 『バクトリア王国の興亡　ヘレニズムと仏教の交流の原点』第三文明社<レグルス文庫>、1992年（電子書籍、2019年）／ちくま学芸文庫、2019年
- 『宗祖ゾロアスター』ちくま新書、1997年（電子書籍、2014年）／ちくま学芸文庫、2003年
- 『ディアナの森　ユーロアジア歴史紀行』せりか書房、1998年
- 『アフガニスタンの仏教遺跡バーミヤン』晶文社、2002年
- 『アジアの原像　歴史はヘロドトスとともに』日本放送出版協会〈NHKブックス〉、2003年
- 『玄奘三蔵、シルクロードを行く』岩波新書、2010年
- 『アフガニスタンを想う　往還半世紀』明石書店、2010年
- 『パラムナード　知の痕跡を求めて』せりか書房、2014年

### 共編著
- 『世界美術大全集東洋編 第15巻　中央アジア』田辺勝美共編、小学館、1999年
- 『アフガニスタン史』山根聡共著、河出書房新社、2002年、新装版2021年
- 『写真集 バーミヤーン遺跡』越前隆・写真、毎日新聞社、2002年
- 『NHKスペシャル文明の道 第2巻　ヘレニズムと仏教』 日本放送出版協会、2003年
- 『日本・アフガニスタン関係全史』監修、関根正男編、明石書店、2006年
- 『アフガニスタンを知るための70章』山内和也共編、明石書店 エリア・スタディーズ、2021年
- 『みろくへの道』井上隆史ほか、東京藝術大学ユーラシア文化交流基金実行委員会、2023年

### 訳書
- ガストン・バシュラール『火の精神分析』せりか書房、1969年、新版1974年、改訳版1999年
- ミルチャ・エリアーデ『イメージとシンボル』せりか書房、1971年、「著作集4」1974年、新版1994年
- ミルチャ・エリアーデ『宗教の歴史と意味』「著作集8」せりか書房、1973年
- 『レンブラント　夜警 アムステルダム国立美術館』ホルスト・K.ヘルソン解説、美術出版社「巨匠の名画」、1975年
- バンヴェニスト、ゲラルド・ニョリ『ゾロアスター教論考』（監訳）平凡社東洋文庫、1996年、ワイド版2009年
- 『デュメジル・コレクション』 丸山静共編（監訳・解説）、ちくま学芸文庫（全4巻）、2001年
- ヴィレム・フォーヘルサング『アフガニスタンの歴史と文化』（山内和也共監訳）明石書店、2005年
- ジャック・ル・ゴフ『子どもたちに語るヨーロッパ、子どもたちに語る中世』（監訳、川崎万里訳）ちくま学芸文庫、2009年

### 監修・解説
- オーレル・スタイン『アレクサンドロス古道』 前田龍彦訳、同朋舎出版、1985年。下記を収録
  - アッリアノス「アレクサンドロス遠征記」訳
  - スタイン解説「インダスに至るアレクサンドロスの道」
  - ウィリアム・ウッドソープ・ターンの論考「バクトリアからインダスへ」
- エミール・バンヴェニスト『インド＝ヨーロッパ諸制度語彙集』 言叢社、1987年
全2冊で「Ⅰ 経済・親族・社会」、「Ⅱ 王権・法・宗教」
蔵持不三也、田口良司、渋谷利雄、鶴岡真弓、中村忠男、松枝到、檜枝陽一郎訳
- アルフレッド・フーシェ『ガンダーラ考古游記』 前田龍彦・前田寿彦訳、同朋舎出版、1988年
- レナード・コットレル『エーゲ文明への道　シュリーマンとエヴァンズの発掘物語』暮田愛訳、原書房、1992年
- フランシーヌ・ティッソ『図説 ガンダーラ　異文化交流地域の生活と風俗』前田龍彦・佐野満里子訳、東京美術、1993年
- 『アーリヤの男性結社 スティグ・ヴィカンデル論文集』 檜枝陽一郎・中村忠男・与那覇豊訳、言叢社、1997年
- ステュワート・ペローン『ローマ皇帝 ハドリアヌス』 暮田愛訳、河出書房新社、2001年
- レナード・コットレル『図説 ツタンカーメン発掘秘史』 暮田愛訳、原書房、2012年
- クリストファー・デル『世界神話イメージ大百科』花田知恵訳、東洋書林、2013年
- マレク・シェベル『イスラーム・シンボル事典』甲子雅代監訳、明石書店、2014年
- レスリ－・アドキンズ／ロイ・アドキンズ『ローマ宗教文化事典』原書房、2019年 - ※以上は監修
- ジャン＝ピエール・ヴェルナン『形象・偶像・仮面――コレージュ・ド・フランス 宗教人類学講義』上村くにこ・饗庭千代子訳、みすず書房、2024年 - 企画解説
- 監修『東洋美術史　カラー版』美術出版社、2000年、増補新版2012年
- 解説 松本文三郎『弥勒浄土論・極楽浄土論』 平凡社東洋文庫、2006年
- 解説 ジェームズ・フレイザー『火の起原の神話』 青江舜二郎訳、ちくま学芸文庫、2009年
- 解説 E・M・フォースター『アレクサンドリア』 中野康司訳、ちくま学芸文庫、2010年
- 解説『原典訳 アヴェスター』 伊藤義教訳、ちくま学芸文庫、2012年
- 解説 フランツ・キュモン『ミトラの密儀』 小川英雄訳、ちくま学芸文庫、2018年
- 解説 ミカエル・ロストフツェフ『隊商都市』 青柳正規訳、ちくま学芸文庫、2018年

### 評伝
- 白鳥正夫「第4章 バーミヤン遺跡の継続調査―前田耕作・アフガニスタン往還半世紀」-『シルクロードの現代日本人列伝』三五館、2014年
- 清岡央 聞き手・編「第1章 アフガニスタン バーミヤン遺跡―人間の事象はすべて文化の内に」-『オリエント古代の探求―日本人研究者が行く最前線』中央公論新社、2021年